# Mietkautionsbürgschaft
Die Mietkautionsbürgschaft ist eine Möglichkeit für Mieter, eine Mietsicherheit für ein Mietverhältnis einzubringen, ohne eine Barkaution hinterlegen zu müssen. Diese Form der Mietsicherheit kann sowohl für wohnwirtschaftliche als auch gewerbliche Mietverhältnisse von Mietern genutzt werden. Bei der Mietkautionsbürgschaft übernimmt ein institutioneller Bürge, meist eine Bank, eine Bürgschaft gegenüber dem Vermieter. Dies ist vergleichbar mit einer Kautionsversicherung.

## Was ist eine Mietkautionsbürgschaft
Eine Mietkautionsbürgschaft ist eine Vereinbarung zwischen Mieter, Vermieter und einer Bürgschaftsgesellschaft, meist einer Bank. Nach Abschluss der Vereinbarung stellt die Gesellschaft dem Mieter eine Urkunde oder eine andere Form des Nachweises aus, die den Vermieter zur Zahlung der vereinbarten Kautionssumme berechtigt bzw. diesen über den Anspruch informiert. Dabei kann die Zahlung aus der Mietkautionsbürgschaft „auf erstes Anfordern“ oder ohne diese Klausel erfolgen. „Auf erstes Anfordern“ bedeutet, dass die Bürgschaftsgesellschaft unmittelbar nach Erhalt der Forderung den Betrag auszahlen muss und keine Einreden geltend gemacht werden können, weder durch den Bürgschaftsgeber noch durch den Mieter, wie z. B. die Anfechtung, Aufrechnung oder die Vorausklage. Die meisten Vermieter verlangen von Mietern sowohl in der wohnwirtschaftlichen als auch in der gewerblichen Vermietung diese Form der Mietkautionsbürgschaft, da nur bei dieser Form der Bürgschaft eine schnelle Auszahlung gewährleistet ist.
Sollte der Zusatz „auf erstes Anfordern“ fehlen, hätte die Bürgschaftsgesellschaft das Recht, erst den Mieter zu kontaktieren und nur in dem Fall auszuzahlen, dass der Mieter keinen Einspruch einreicht.
Während der Mietdauer und bis zur Freistellung aus der Bürgschaft muss der Mieter für die Mietkautionsbürgschaft eine monatliche oder jährliche an den Bürgschaftsgeber zahlen. Da bei einer Mietkautionsbürgschaft in den meisten Fällen eine Bank der jeweilige Bürgschaftsgeber ist, handelt es sich technisch um einen Avalkredit. Dieser hat keine feste Laufzeit und endet erst, wenn der Vermieter die Bürgschaftsurkunde an die Bank zurückgibt oder aber die Bank über den Verzicht aus der Bürgschaft informiert.
Sollte es zu einer Inanspruchnahme durch den Vermieter kommen, ist die Bürgschaftsgesellschaft berechtigt, die geleisteten Zahlungen vom Mieter zurückzufordern.

## Nutzen aus Sicht des Mieters und Vermieters
Der Vermieter hat das Recht, auf eine klassische Barkaution als Mietsicherheit von dem oder den Mietern zu verlangen. Da viele Mieter die Kaution heute aber in Raten zahlen, da sie nicht über die notwendigen Ersparnisse verfügen, besteht für den Vermieter mehr Aufwand bei einer Ratenzahlung und auch ein höheres Risiko, da der Mieter nach der ersten Rate die weiteren Zahlungen einstellen kann. Eine Mietkautionsbürgschaft sichert den Vermieter ab Einzug vollständig ab. Darüber hinaus entfallen bei einer Mietkautionsbürgschaft auch alle weiteren Arbeiten, die bei einer Barkaution während der Mietzeit anfallen können, insbesondere die Auswertung der Zinsansprüche der Mieter und der rechtlich verpflichtende Versand der Zinsbescheide.
Mieter müssen, wenn der Vermieter der Nutzung einer Mietkautionsbürgschaft zustimmt, keine Barkaution einbringen. In Zeiten von hohen Kaltmieten können sich Mieter so eine finanzielle Entlastung verschaffen. Darüber hinaus kann die Mietkautionsbürgschaft auch für Mieter, die über die geforderte Kautionssumme verfügen, sehr interessant sein. Diese können über den entsprechenden Betrag weiterhin vollständig frei verfügen, um diesen z. B. im Rahmen des Umzugs einzusetzen oder zu investieren. Da klassische Mietkautionskonten nur eine sehr geringe Verzinsung anbieten, im Gegensatz zu Tagesgeldkonten, oder einer durchschnittlichen Renditeerwartung bei einer Anlage, z. B. in einem börsengehandelten Fonds, kann es für Mieter langfristig deutlich attraktiver sein, ein entsprechendes Produkt abzuschließen, auch wenn sie über den Betrag verfügen.

## Antrag und Abschluss
Dieser kann bei vielen Banken analog zur Mietkautionsversicherung stattfinden. Wichtig ist aus Sicht eines Mieters, dass er auch wirklich bei einer Bank eine Mietkautionsbürgschaft einer Bank abschließt. Viele Banken bieten kein eigenes Bürgschaftsprodukt in Form eines Avalkredits an und vertreiben an Mieter Mietkautionsversicherungen, z. B. von der R+V Versicherung oder der Deutschen Kautionskasse.

## Kosten
Die Kosten für die Mietkautionsbürgschaft einer Bank werden in Form einer Avalprovision in Prozent pro Jahr ausgewiesen. Viele Anbieter haben eine Mindestgebühr, z. B. 50 Euro, die sie den Bürgschaftsnehmern in Rechnung stellen. Die Avalprovision liegt je nach Anbieter zwischen 4 und 7 % pro Jahr und ist teilweise abhängig vom Zahlungsmodus, also ob die Zahlung auf Monats- oder Jahresbasis erfolgt. Die Berechnung erfolgt immer auf Basis der im Mietvertrag vereinbarten Kautionssumme.

## Vertragsende und Kündigung
Die Mietkautionsbürgschaft endet immer automatisch durch eine Rückgabe der Bürgschaftsurkunde oder durch eine Verzichtserklärung des Bürgschaftsbegünstigten. Die Mietkautionsbürgschaft endet nicht automatisch mit dem Ende der Mietzeit, da der Vermieter auch nach dem Auszug noch Ansprüche geltend machen kann. Der Mieter muss bis zur Rückgabe der Mietkautionsbürgschaft durch den Vermieter noch weiterhin seine Avalprovision zahlen.
Fast alle Anbieter bieten Mietkautionsbürgschaften ohne feste Laufzeit und mit monatlicher Kündigung. Damit diese wirksam wird, muss der Mieter dem Vermieter während bzw. nach der Mietzeit aber eine alternative Mietsicherheit einbringen, damit dieser den Mieter aus der Bürgschaft entlässt. Er dann endet die Mietkautionsbürgschaft nach der erfolgten Kündigung. Die Kündigung alleine ist nicht ausreichend.